# Ruta Estatal de California 27
La Ruta Estatal de California 27, abreviada SR 27 (en inglés: California State Route 27) y comúnmente conocida por su nombre de calle Topanga Canyon Boulevard, es una carretera estatal ubicada en el estado estadounidense de California. La carretera corre desde la Carretera de la Costa del Pacífico (Ruta Estatal 1) en la playa estatal de Topanga cerca de Pacific Palisades, entre el cañón de Topanga y continuando entre los barrios angelinos de Woodland Hills, Canoga Park, West Hills, y Chatsworth hasta la Autovía de Ronald Reagan (Ruta Estatal 118).
Siendo una de las únicas rutas sobre la sierra de Santa Mónica, la ruta 27 es muy traficado por viajeros del oeste del valle de San Fernando hacia Santa Mónica o la ruta Interestatal 10.

## Descripción
La ruta 27 empieza en la ruta estatal 1 cerca del océano Pacífico en la playa condal de Topanga en un área no incorporada del condado de Los Ángeles al este de Malibú. Viaja al norte con el nombre de Topanga Canyon Boulevard, cortando entre el parque estatal de Topanga. Al salir del área del parque, la ruta 27 da acceso a Fernwood, Topanga, Sylvia Park y Glenview, todas estas siendo comunidades no incorporadas. La ruta 27 sigue serpenteando hacia el valle de San Fernando, casi entrando a la ciudad de Calabasas antes de entrar al barrio angelino de Woodland Hills. La ruta se convierte en una importante arteria del valle, cruzando la ruta federal 101 antes de entrar a Warner Center y Canoga Park. Después de pasar entre Chatsworth, la ruta 27 termina justo después de un intercambio con la ruta estatal 118, proporcionando así el acceso a las comunidades no incorporados al norte de Chatsworth.
La línea de buses 245 de Metro corre en Topanga Canyon Boulevard.
Con la excepción de algunas porciones pequeñas en la sierra, la ruta 27 es parte del sistema nacional de carreteras, una red de carreteras que son consideradas por la Administración Federal de Carreteras como esenciales a la economía, defensa y movilidad del país. La ruta 27 es elegible para el Sistema Estatal de Carreteras Escénicas de California. Una porción de la ruta que corre entre el cañón de Topanga ha sido designada oficialmente como una carretera escénica por el Departamento de Transporte de California.

## Historia
El sistema estatal de carreteras original en 1933 incluyó una carretera desde cerca de la playa de Topanga hasta Montalvo-San Fernando Road cerca de Chatsworth. Dos años más tarde, esta ruta fue numerada como ruta 156. Esta ruta fue re-designada con el número 27 en la re-numeración de las carreteras estatales en 1964.

## Mantenimiento
Al igual que las autopistas interestatales, y las rutas federales y el resto de carreteras estatales, la Ruta Estatal de California 27 es administrada y mantenida por el Departamento de Transporte de California por sus siglas en inglés Caltrans.

## Cruces
La Ruta Estatal de California 27 es atravesada principalmente por la  US 101     en Woodland Hills.
| Localidad | Miliario          | Destinos                                            | Notas                              |
| --- | ----------------- | --------------------------------------------------- | ---------------------------------- |
| | 0.00              | SR 1 (Pacific Coast Highway) – Malibú, Santa Mónica |                                    |
| Los Ángeles | 11.06             | Mulholland Drive                                    | Antigua SR 268                     |
| Los Ángeles | 12.28             | Ventura Boulevard                                   | Antigua US 101 y US 101 Bus.       |
| Los Ángeles | 12.43             | US 101 (Ventura Freeway) – Ventura, Los Ángeles     | Interchange                        |
| Los Ángeles | Burbank Boulevard |                                                     |                                    |
| Los Ángeles | Victory Boulevard |                                                     |                                    |
| Los Ángeles | 14.05             | Vanowen Street                                      |                                    |
| Los Ángeles | 14.55             | Sherman Way                                         |                                    |
| Los Ángeles | 15.83             | Roscoe Boulevard                                    |                                    |
| Los Ángeles | 18.63             | Devonshire Street – San Fernando                    |                                    |
| Los Ángeles | 20.06             | SR 118 (Ronald Reagan Freeway)                      | Interchange                        |
| Los Ángeles | 20.06             | Poema Place, Mayan Drive                            | Continuación más allá de la SR 118 |
| 1.000 mi = 1.609 km; 1.000 km = 0.621 mi Cerrada/Antigua • Terminal concurrente • Acceso incompleto • Propuesta/Sin abrir |                   |                                                     |                                    |